# Giuseppe Zongo Ondedei

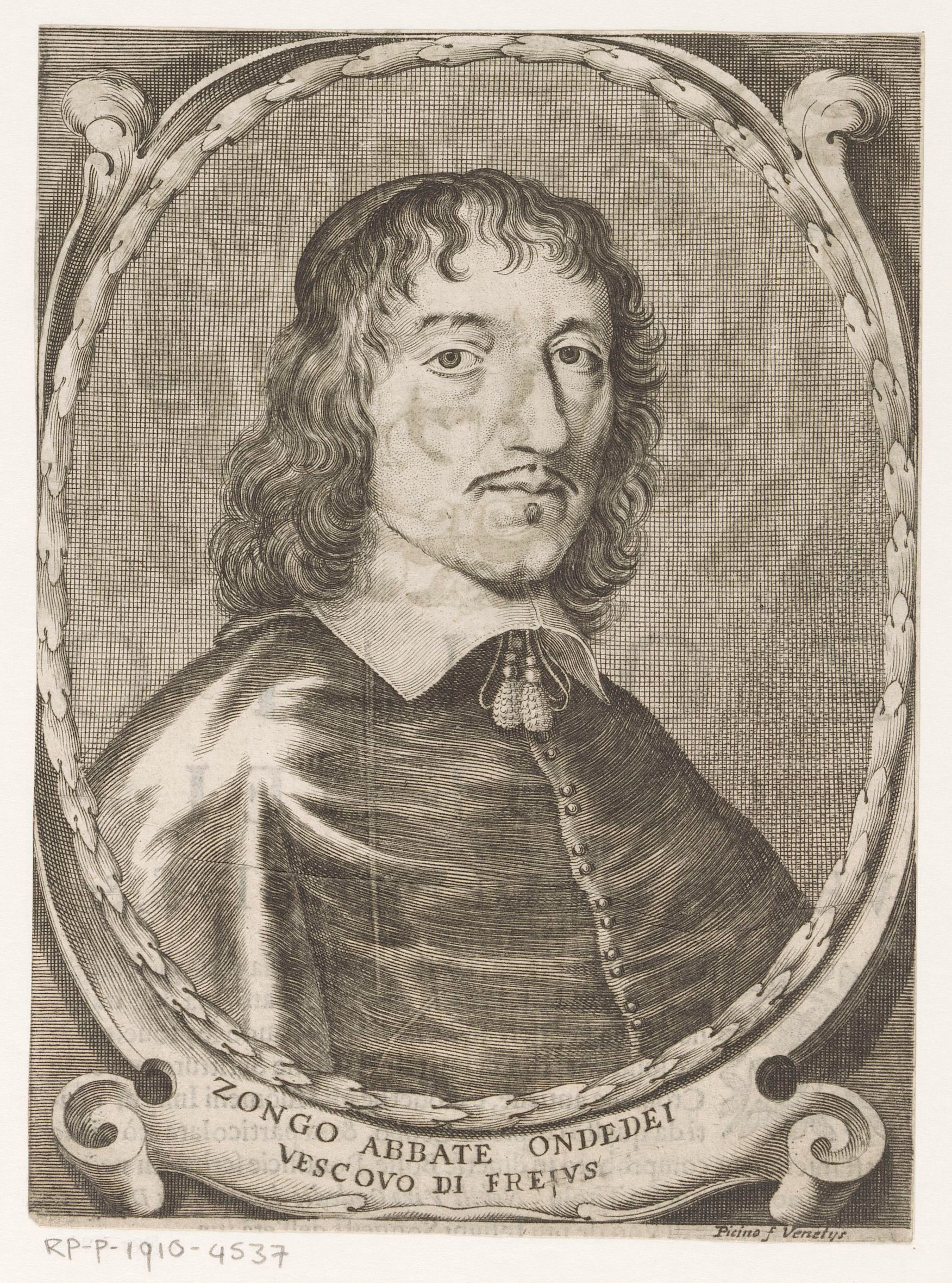
Giuseppe Zongo Ondedei

Giuseppe Zongo Ondedei (* um 1600 in Pesaro; † 24. Juli 1674 in Fréjus) war ein italienischer und französischer Jurist, Diplomat und Bischof.

## Herkunft und Aufstieg
Giuseppe Zongo Ondedei entstammte der Adelsfamilie Zongo Ondedei und wurde in Pesaro in der italienischen Region Marken geboren. Die Angaben über sein Geburtsjahr schwanken zwischen 1593 und 1608. Er studierte Jura in Bologna und trat 1622 in die Dienste des apostolischen Nuntius in Portugal, Antonio Albergati (1566–1634), von 1624 bis 1626 in die seines Nachfolgers, Giovanni Battista Maria Pallotta. Papst Urban VIII. machte ihn zum Generalauditor (Gerichtspräsident) in der Legation Avignon, wo er Mazarin begegnete. Dann übte er ein Richteramt in Rom aus und wurde Ehrenkammerherr des Papstes. 1636 begleitete er Kardinal Marzio Ginetti zum Kölner Friedenskongress. Wieder in Italien, wurde er Gouverneur von Castro und Ronciglione. Von dort holte ihn Mazarin 1643 nach Frankreich.

## Enger Mitarbeiter Mazarins in Frankreich
Ab 1646 war Ondedei in Frankreich Sekretär, Mitarbeiter und Freund Mazarins in diplomatischer Mission. In der Korrespondenz wurde er als „enfant“ (Ausdruck der Zuneigung Mazarins) oder als „enfant Ondedei“ erwähnt. 1649 wurde er als Kommendatarabt der Abtei Blanchelande in Neufmesnil eingesetzt (bis 1651). 1651 teilte er Mazarins Brühler Exil. 1654 wurde er zum Bischof von Fréjus ernannt, blieb aber vorerst in Paris. Erst am 20. Oktober 1658 wurde er in Paris zum Bischof geweiht und zog am 2. Februar 1659 feierlich in Fréjus ein. Dennoch verbrachte er bis zum Tode Mazarins die meiste Zeit in Paris.

### Der Bischof von Fréjus begrüßt Ludwig XIV. in seinem Bistum
Im Zuge seiner mehr als einjährigen Reise nach Saint-Jean-de-Luz zur Verheiratung mit Maria Teresa von Spanien machte Ludwig XIV. (zusammen mit seiner Mutter Anna von Österreich) einen Umweg über den Gnadenort Cotignac im Bistum Fréjus als Dank für die der dort verehrten Gottesmutter zugeschriebenen Geburt des Königs nach 20-jähriger Unfruchtbarkeit. Bischof Ondedei begrüßte den König am 21. Februar 1660 in Cotignac und reiste anschließend mit nach Saint-Jean-de-Luz.

## Wirken im Bistum und Tod
Als es am 7. Juni 1660 in Cotignac zu einer Josefserscheinung kam, weilte Ondedei in Paris und erkannte von dort die Erscheinung an. Nach dem Tode Mazarins 1661 war Ondedei einer der Testamentsvollstrecker. Erst ab 1662 weilte er überwiegend in seinem Bistum. Dort erwarb er sich schnell den Ruf eines energischen Reformers, der zur Disziplinierung der Priester (vor allem der Kanoniker) auch nicht vor Geldstrafen und Exkommunikationen zurückschreckte, gleichzeitig aber erhebliche Summen Geldes aus seinem Privatvermögen zur Unterstützung der Armen und zum Wohl des Bistums zur Verfügung stellte und persönlich einen genügsamen Lebensstil pflegte. Viermal (1659, 1665, 1669 und 1672) visitierte er sein Bistum komplett und stieß auch zu entlegenen Pfarreien (wie Les Adrets-de-l’Estérel) vor, die noch kein Bischof betreten hatte. Er starb 1674 im Alter von 76 Jahren und wurde in der Kathedrale von Fréjus beigesetzt.